# Aluniș (Cluj)
Pour les articles homonymes, voir Aluniș.
Aluniș est une commune de Transylvanie, en Roumanie, dans le județ de Cluj. Elle est composée des villages Aluniș, Corneni, Ghirolt, Pruneni et Vale.